# Ottocari
Gli Ottocari (o Traungaus) furono una dinastia medievale che governava la marca di Stiria dal 1056 al 1180, e duchi di Stiria dal 1180 al 1192. 

## Storia
La dinastia iniziò con Ottocaro I, probabilmente un figlio o genero di Aribo (circa 850-909), margravio di Pannonia sotto il re Arnolfo di Carinzia. Ottocaro era conte di Steyr nel Traungau, nell'attuale Alta Austria. Insieme al margravio Liutpoldo, potrebbe essere stato ucciso nella battaglia di Presburgo del 907. Il suo discendente Ottocaro I di Stiria († 1064), conte di Chiemgau, divenne sovrano della marca di Carantania nel 1056. 
La marca carantania, allora soggetta al ducato della Carinzia, fu successivamente chiamata marca di Stiria (in tedesco Steiermark) prendendo il nome dal luogo d'origine della dinastia, Steyr. Nel 1180 il margravio Ottocaro IV ottenne il titolo ducale dall'imperatore Federico I Barbarossa, creando così il ducato di Stiria. Il regno degli Ottocari terminò tuttavia con l'estinzione della dinastia con la morte del duca Ottocaro IV nel 1192: con il patto di Georgenberg del 1186, egli trasmesse in eredità le sue terre a Leopoldo V, duca della dinastia Babenberg. 